# Johnny Dauwe
Johnny Dauwe, né le 31 mai 1966 à Merksem et mort le 25 juin 2003 à Anvers, est un coureur cycliste belge.

## Biographie
Professionnel entre 1988 et 1996, Johnny Dauwe a notamment remporté une édition Kuurne-Bruxelles-Kuurne. Il est également devenu champion de Belgique de l'américaine en 1994. 
Il met fin à ses jours le 25 juin 2003.

## Palmarès sur route

### Par année
- 1986
  - 1re et 5ea étapes du Ronde van de Kempen
- 1987
  - Course des chats
  - 5eb et 8eb étapes du Ronde van de Kempen (contre-la-montre)
  - 2e du Circuit de Flandre centrale
  - 2e du championnat de la province d'Anvers sur route
  - 3e du Ronde van de Kempen
  - 3e du Grand Prix d'Affligem
- 1988
  - 11e étape du Tour d'Autriche
  - Circuit Het Volk amateurs
  - 6eb étape du Tour de Belgique amateurs
  - Prologue du Tour du Hainaut occidental
  - 3e du championnat de Belgique sur route amateurs
  - 3e du Zesbergenprijs Harelbeke
- 1989
  - 5eb et 6e étapes du Tour de Murcie
  - Omloop van het Meetjesland
  - 2e du Grand Prix de la ville de Zottegem
  - 2e de la Wanzele Koerse
  - 3e du Grand Prix Samyn
  - 3e du Circuit des bords flamands de l'Escaut
- 1990
  - 1re et 6e étapes du Tour de Murcie
  - 3e du Grand Prix Raf Jonckheere
- 1991
  - Kuurne-Bruxelles-Kuurne
  - Grand Prix Samyn
  - 1re et 5e étapes du Tour de Murcie
- 1992
  - Circuit Escaut-Durme
  - 2e du Grand Prix du 1er mai
- 1993
  - 2e étape du Circuit de la Sarthe
  - 3e du Grote Prijs Dr. Eugeen Roggeman
- 1994
  - Grand Prix du 1er mai
- 1995
  - 3e du Grand Prix du 1er mai
- 1996
  - Flèche du port d'Anvers
  - Wim Hendriks Trofee

### Résultats sur les grands tours

#### Tour d'Italie
1 participation 
- 1992 : non-partant (3e étape)

## Palmarès sur piste

### Championnats nationaux
- 1992
  - 2e du championnat de Belgique de course aux points
- 1994
  -  Champion de Belgique de l'américaine (avec Patrick Van Hoolandt)